# (2734) Hašek
(2734) Hašek es un asteroide que forma parte del cinturón de asteroides y fue descubierto por Nikolái Stepánovich Chernyj desde el Observatorio Astrofísico de Crimea, en Naúchni, el 1 de abril de 1976.

## Designación y nombre
Hašek fue designado inicialmente como 1976 GJ3.
Más adelante, en 1985, se nombró en honor del periodista y escritor checo Jaroslav Hašek (1883-1923).

## Características orbitales
Hašek está situado a una distancia media de 3,163 ua del Sol, pudiendo alejarse hasta 3,222 ua y acercarse hasta 3,105 ua. Tiene una inclinación orbital de 16,54 grados y una excentricidad de 0,01842. Emplea 2055 días en completar una órbita alrededor del Sol.

## Características físicas
La magnitud absoluta de Hašek es 11,7. Tiene 22,54 km de diámetro y su albedo se estima en 0,0958.